# سخيلده الغربي

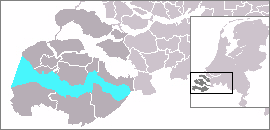
سخيلده الغربي (Westerschelde)

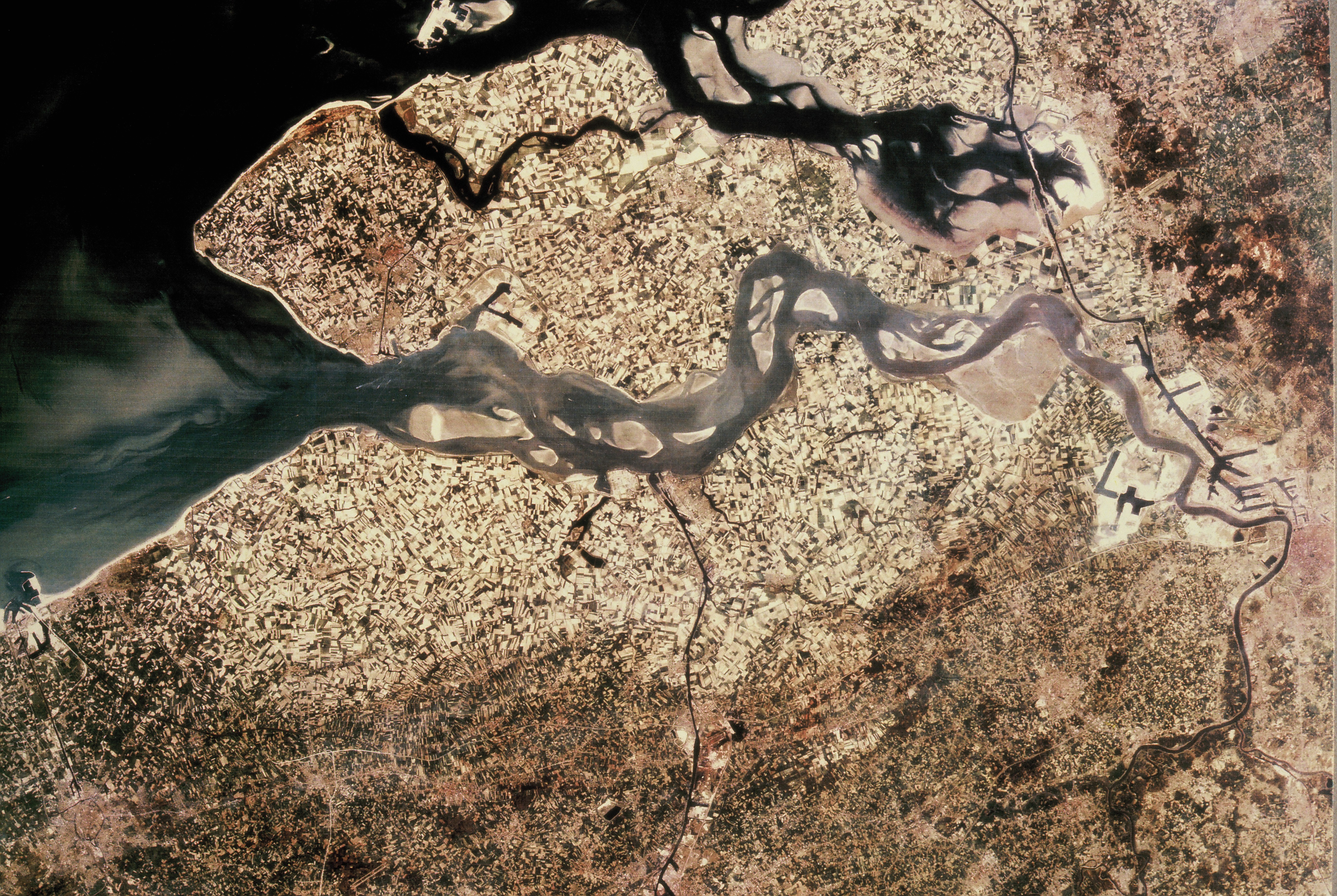
صورة فضائية لدلتا سخيلده وتظهر سخيلده الغربي

سخيلده الغربي (بالهولندية: Westerschelde)‏ بمقاطعة زيلند جنوبي غرب هولندا، هو مصب نهر سخيلده. وقد كان لهذا النهر عدة مصبات، لكن تم قطع الآخرين عن سخيلده، وظل سخيلده الغربي كما هو في طريقه المباشر الوحيد إلى البحر. وهو طريق شحن مهم لميناء أنتويرب، بلجيكا. ولذلك، خلافاً لغيره من أذرع البحر، لا يتم إغلاقه من قبل سد كجزء من أعمال الدلتا. بدلاً من ذلك، تم زيادة وتعزيز السدود حوله.